# Austrolimnophila (Austrolimnophila) antiqua
Austrolimnophila (Austrolimnophila) antiqua is een tweevleugelige uit de familie steltmuggen (Limoniidae). De soort komt voor in het Australaziatisch gebied.